# Helictotrichon polyneurum
Helictotrichon polyneurum är en gräsart som först beskrevs av Joseph Dalton Hooker, och fick sitt nu gällande namn av Johannes Jan Theodoor Henrard. Helictotrichon polyneurum ingår i släktet Helictotrichon och familjen gräs. Inga underarter finns listade i Catalogue of Life.